# Open Door Series
De Open Door Series is een serie Engelstalige boeken, speciaal geschreven voor volwassenen die niet graag lezen en lezen ingewikkeld vinden. Deze boeken zijn er speciaal om het lezen voor deze mensen aantrekkelijk te maken.
Veel van deze boeken zijn geschreven door bekende schrijvers, zoals Roddy Doyle, Maeve Binchy, Marian Keyes en Peter Sheridan. 
Patricia Scanlan kwam met het idee voor de Open Door Series. Ze wilde boeken schrijven voor volwassenen, die toch anders waren dan alle andere boeken.
Alle boeken uit de Open Door Series bevatten simpel taalgebruik met korte zinnen. Ze bevatten niet meer dan 10.000 woorden.
De hoofdstukken zijn kort en overzichtelijk.
De personen zijn goed ontwikkeld en je komt tijdens het lezen veel over hen te weten, maar er zijn nooit veel personages.
Er bestaan inmiddels al vijf verschillende reeksen van de Open Door Series.
In serie één verschenen de boeken: 
- Sad Song - Vincent Banville
- In High Germany - Dermot Bolger
- Not Just For Christmas - Roddy Doyle
- Maggie's Story - Sheila O'Flannagan
- Billy and Jesus are off to Barcelona - Deirdre Purcell
- Ripples - Patricia Scanlan

In serie twee verschenen:
- No Dress Rehearsal - Marian Keyes
- Joe’s Wedding - Gareth O’Callaghan
- The Comedian - Joseph O’Connor
- Second Chance - Patricia Scanlan
- Pipe Dreams - Anne Schulmanl
- Old Money, New Money - Peter Sheridan

In serie drie verschenen:
- An Accident Waiting to Happen - Vincent Banville
- The Builders - Maeve Binchy
- Letter from Chicago - Cathy Kelly
- Driving with Daisy - Tom Nestor
- It All Adds Up - Margaret Neylon
- Has Anyone Here Seen Larry? - Deirdre Purcell

In serie vier verschenen: 
- Fair-Weather Friend - Patricia Scanlan
- The Story of Joe Brown - Rose Doyle
- The Smoking Room - Julie Parsons
- World Cup Diary - Niall Quinn
- The Quiz Master - Michael Scott
- Stray Dog - Gareth O'Callaghan

In serie vijf verschenen:
- Mrs. Whippy - Cecelia Ahern
- Mad Weekend - Roddy Doyle
- Behind Closed Doors - Sarah Webb
- Secrets - Patricia Scanlan
- Not a Star - Nick Hornby
- The Underbury Witches - John Connolly